# چرخند چیدو
چرخند شدید گرمسیری چیدو (Intense Tropical Cyclone Chido) یک چرخند گرمسیری کوچک اما قدرتمند و مرگبار بود که در دسامبر ۲۰۲۴ خسارات گسترده‌ای به آگالگا، مایوت، قُمُر (کومور) و موزامبیک وارد کرد. چیدو که چهارمین آشفتگی گرمسیری، دومین چرخند گرمسیری و دومین چرخند شدید گرمسیری در فصل چرخندهای ۲۰۲۴-۲۵ در جنوب غرب اقیانوس هند بود، از یک آشفتگی گرمسیری که در ۵ دسامبر ۲۰۲۴ در جنوب شرق دیگو گارسیا شکل گرفت، به وجود آمد. این چرخند با حرکت به سمت غرب به تدریج تقویت شد و در ۸ دسامبر به نام چیدو نام‌گذاری شد. پس از یک دوره تقویت سریع، چیدو در ۱۱ دسامبر در آگالگا در موریس به خشکی رسید و روز بعد به اوج شدت خود رسید. چیدو پس از عبور از شمال ماداگاسکار، اندکی ضعیف شد اما به سرعت دوباره قدرت گرفت و در ۱۴ دسامبر در نزدیکی بندرابوآ، مایوت برای دومین بار به خشکی رسید. چیدو بار دیگر اندکی تضعیف شد و روز بعد برای سومین بار در نزدیکی پمبا، موزامبیک به خشکی رسید. چیدو در هر سه مورد به عنوان یک چرخند گرمسیری معادل دسته ۴ به خشکی رسید.

چرخند چیدو دست‌کم ۱۴ نفر را در مایوت به کام مرگ کشاند، جایی که خسارات گسترده‌ای به دلیل این چرخند گزارش شد. در قمر، موریس، ماداگاسکار و موزامبیک نیز خسارات قابل توجه اما محدود به مناطق خاص گزارش شد.

## تاریخچه هواشناسی
در ۵ دسامبر، مرکز MFR گزارش داد که یک آشفتگی گرمسیری در جنوب شرق دیگو گارسیا شکل گرفته است. مرکز JTWC در همان روز ردیابی این سامانه را آغاز کرد. اواخر ۷ دسامبر، MFR این سامانه را به عنوان یک افسردگی گرمسیری به نام افسردگی گرمسیری ۰۴ ثبت کرد. در ساعت ۱۸:۰۰ به وقت جهانی (UTC) در روز بعد، این سامانه به چرخند گرمسیری چیدو تقویت شد. چیدو به تقویت خود ادامه داد و در ۱۰ دسامبر به یک طوفان شدید گرمسیری تبدیل شد.
در ۱۱ دسامبر، چیدو «چشم» خود را تشکیل داد و به سرعت به یک چرخند شدید گرمسیری معادل دسته ۴ تبدیل شد، زیرا در اگالگا در موریس به خشکی رسید. این امر باعث شد چیدو قوی‌ترین چرخند گرمسیری باشد که از زمان چرخند اندری در فصل چرخندهای ۱۹۸۳-۱۹۸۴ در جنوب غرب اقیانوس هند به‌طور مستقیم این جزیره را تحت تأثیر قرار داده است.
روز بعد، چیدو بیشتر تقویت شد و به عنوان یک چرخند شدید گرمسیری به اوج خود رسید و بادهای ۱ دقیقه‌ای مداوم آن از ۱۵۵ مایل بر ساعت (۲۴۹ کیلومتر بر ساعت) فراتر رفت.
قبل از عبور از شمال ماداگاسکار، چیدو در ۱۳ دسامبر تضعیف شد، اما با نزدیک شدن به مایوت، به سرعت قدرت گرفت و در ۱۴ دسامبر در نزدیکی بندرابوآ برای دومین بار به خشکی رسید. چیدو پس از مدت کوتاهی دوباره تقویت شد اما سپس دوباره ضعیف شد و به سمت قاره آفریقا به سمت جنوب غرب حرکت کرد. با این حال، همچنان به عنوان یک چرخند گرمسیری معادل دسته ۴ باقی ماند و در روز بعد در جنوب پمبا، موزامبیک به خشکی رسید.
در ساعت ۱۲:۰۰ به وقت جهانی (UTC) چیدو به یک چرخند گرمسیری تضعیف‌شده و بعداً به یک چرخند پس‌گرمسیری تبدیل شد.

## آمادگی‌ها

### موریس
در اگالگا، ساکنان برای در امان ماندن از طوفان به یک ترمینال فرودگاه پناه بردند.

### ماداگاسکار
در ماداگاسکار، مقامات اعلام کردند که با وجود پیش‌بینی خسارات جزئی ناشی از چیدو، به دلیل ویژگی‌های طوفان و ظرفیت مناطق تحت تأثیر، دسترسی به شمال جزیره با چالش‌هایی همراه خواهد بود، چرا که جاده‌های ملی همچنان از طوفان‌های قبلی آسیب دیده‌اند. با این حال، دفتر ملی مدیریت خطر و بلایا (BNGRC) به شمال ماداگاسکار مواد غذایی ارسال کرد و در کنار شرکای خود، ذخایر موجود را در منطقه افزایش داد.
یونیسف برای ارسال اقلام امدادی به شمال، قصد داشت پرواز خدمات هوایی بشردوستانه سازمان ملل (UNHAS) را بسیج کند، چرا که سطوح ذخایر در این منطقه نسبتاً کم بود. دفتر هماهنگی امور بشردوستانه (OCHA) نیز با همکاری BNGRC، آموزش‌های تازه‌ای برای حدود ۴۰ تیم ارزیابی نیازهای فوری چندبخشی برگزار کرد که این تیم‌ها در صورت نیاز به ارزیابی‌های پس از چرخند آماده می‌شوند.
شعبه‌های صلیب سرخ ماداگاسکار آماده‌باش داده شدند، تیم‌های واکنش به بلایا شناسایی شدند و تجهیزات سیستم‌های هشدار زودهنگام (EWS) در این مناطق مستقر شدند. شرکای بشردوستانه همچنان وضعیت را زیر نظر دارند تا میزان پشتیبانی مورد نیاز را ارزیابی کنند.
سه تیم از BNGRC به آنتسیرانانا، ووهیمار و امبیلوبه اعزام شدند تا از اقدامات پیشگیرانه محلی از جمله تخلیه‌های پیشگیرانه پشتیبانی کنند. صلیب سرخ نیز در مناطق ساوا و سوفیا، از طریق پنجره تغییر بحران، اقدام به اجرای کمپین‌های آگاهی‌بخشی کرد.

### کومور
مقامات هواشناسی در کومور در ۱۳ دسامبر هشدار هوای نارنجی صادر کردند. در همان روز، اداره کل امنیت مدنی (DGSC) فعال‌سازی رسمی طرح نجات در برابر سیل ناشی از چرخند را اعلام کرد و مرکز عملیاتی اضطراری ملی برای کمک به نظارت بر اثرات طوفان فعال شد. نهضت نهضت بین‌المللی صلیب سرخ و هلال احمر در آنژوان و موهلی طی عبور چرخند محدود شد. به ساکنان نیز توصیه شد که پیش‌بینی‌های جوی را از طریق خدمات هواشناسی ملی خود پیگیری کنند. فرودگاه بین‌المللی شاهزاده سعید ابراهیم از ۱۳ تا ۱۶ دسامبر بسته شد.

### موزامبیک
دفتر سازمان ملل متحد برای هماهنگی امور بشردوستانه (OCHA) اعلام کرد که بیش از ۱٫۷ میلیون نفر در موزامبیک ممکن است تحت تأثیر بادهایی با سرعت بیش از ۱۲۰ کیلومتر بر ساعت (۷۵ مایل بر ساعت) قرار گیرند و این چرخند ممکن است شیوع وبا را که کشور را تحت تأثیر قرار داده، تشدید کند. مؤسسه ملی هواشناسی موزامبیک هشدار قرمز برای استان کابو دلگادو و استان نامپولا صادر کرد و به همه شهروندان توصیه کرد که اقدامات پیشگیرانه و ایمنی را انجام دهند. نهضت بین‌المللی صلیب سرخ و هلال احمر و برنامه جهانی غذا اقدامات پیشگیرانه‌ای را پس از فعال‌سازی شورای فنی مدیریت بلایا برای مناطق ناحیه موگینکوال و ناحیه آنگوچه اجرا کردند. شرکای انسانی نیز مأموریتی برای ارزیابی در استان کابو دلگادو انجام دادند و از مراکز اسکان بازدید کردند تا فهرست به‌روز مراکز اقامتی را تهیه کنند.

### مالاوی
اداره تغییرات اقلیمی و خدمات هواشناسی (DCCMS) برای ۱۵ منطقه که در مسیر چرخند چیدو قرار داشتند، هشدار صادر کرد. پیش‌بینی شد برخی مناطق بیش از ۵۰ میلیمتر (۲٫۰ اینچ) باران در مدت ۲۴ ساعت دریافت کنند و احتمال جاری شدن سیل، وزش بادهای شدید و خسارت به زیرساخت‌ها وجود داشت. اداره امور مدیریت بلایا (DoDMA) برای پاسخگویی به اثرات احتمالی چرخند، نشست‌های روزانه برگزار کرد. در ۱۴ دسامبر، DoDMA توافق کرد که یک مرکز عملیات اضطراری متمرکز (EOC) در بلانتایر، مالاوی تأسیس شود و از ۱۵ دسامبر عملیاتی گردد. دولت مالاوی سازوکار هماهنگی پاسخ منطقه‌ای را برای افزایش تلاش‌های آماده‌سازی آغاز کرد. تمام بخش‌های واکنش از جمله تیم‌های پهپاد فعال شدند و ذخایر کلیدی واکنش در مناطق استراتژیک جنوب مالاوی پیش‌موضع‌گذاری شدند.

### سایر مناطق
مقامات زیمبابوه اعلام کردند که انتظار می‌رود چرخند چیدو تا ۱۷ دسامبر این کشور را تحت تأثیر قرار دهد و احتمال بارش شدید باران، جاری شدن سیل و رانش زمین وجود دارد. OCHA همچنین گزارش داد که چرخند چیدو ممکن است بارندگی‌ها را در آنگولا، بوتسوانا، جمهوری دموکراتیک کنگو، اسواتینی، تانزانیا و آفریقای جنوبی تشدید کند.

## تأثیرات

### موریس
چرخند چیدو قوی‌ترین طوفانی بود که از سال ۱۹۸۳ به جزایر آگالگا برخورد کرده است. بخش شمالی آگالگا به دلیل بادهای شدید و خیزآب به ارتفاع ۸ متر (۲۶ فوت) دچار ویرانی شد و اکثر خانه‌ها و مدارس در این منطقه تخریب شدند.

### مایوت

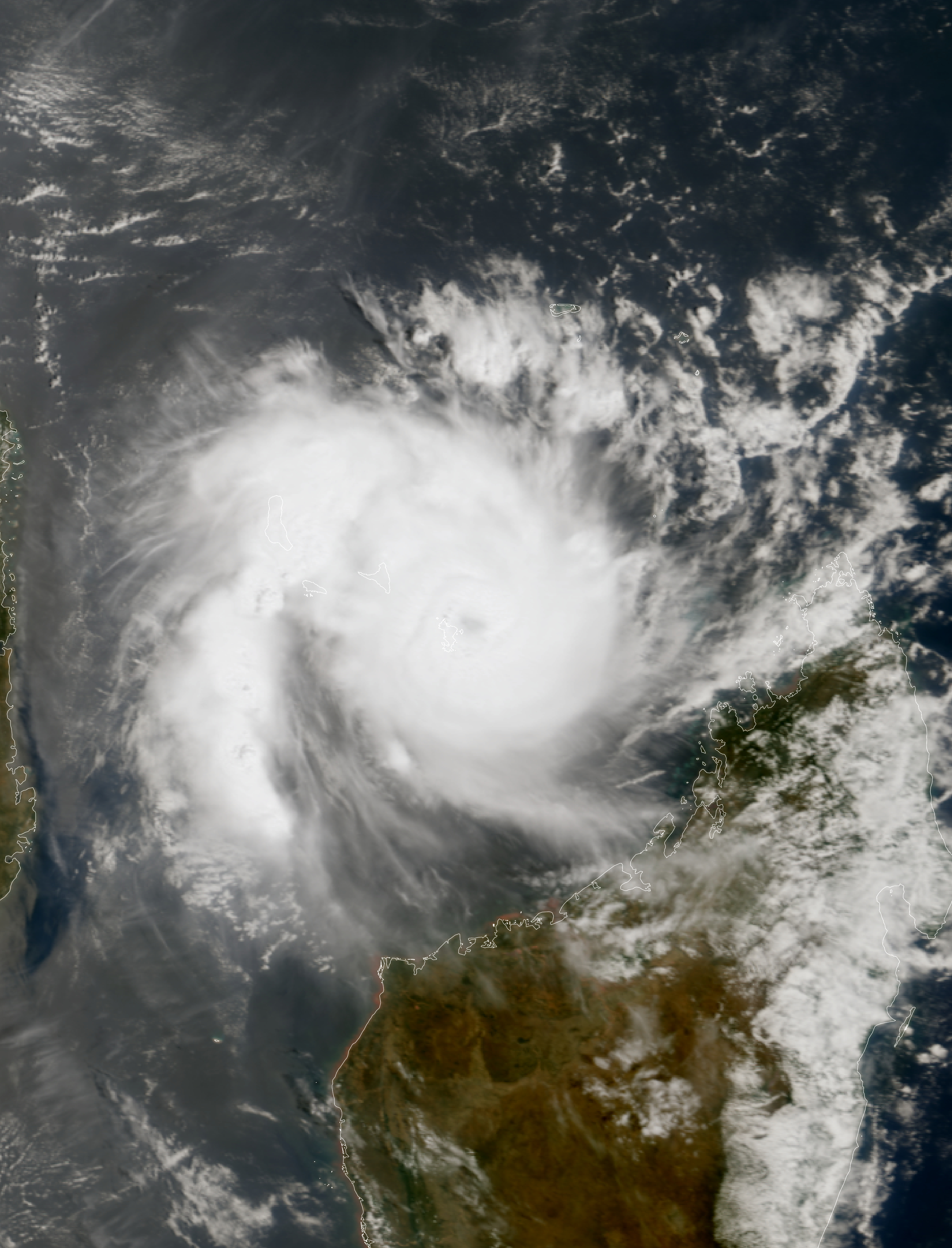
چیدو هنگام فرود به مایوت در ۱۴ دسامبر

دست‌کم ۱۴ نفر در مایوت در پی چرخند چیدو کشته و ۲۵۴ نفر مجروح شدند.

### موزامبیک
در پمبا، موزامبیک، بسیاری از خانه‌ها، مدارس و تأسیسات بهداشتی تخریب شدند و ارتباطات به دلیل چرخند قطع شد.